# Gert Braun
Gert Braun (* 15. Februar 1924; † 22. März 2022) war ein deutscher Journalist.

## Leben
Mitte der 1960er Jahre modernisierte er zusammen mit Ewald Struwe die im Hamburger Heinrich Bauer Verlag erscheinende Illustrierte Neue Revue. Anschließend wanderte er mit Struwe zur bei Gruner + Jahr erscheinenden Hamburger Frauenzeitschrift Constanze ab.
Braun wurde Redakteur des ebenfalls bei Bauer erscheinenden Jugendmagazin Bravo und übernahm im Oktober 1972, in Nachfolge von Liselotte Krakauer, die das Amt über 13 Jahre und drei Monate ausübte und die gemeinsam samt Stellvertreter Karlheinz Müllenbach beurlaubt wurde, die Chefredaktion der Bravo, die unter ihm im ersten Quartal 1973 erstmals die Auflage von einer Million überschritt. Bei Bravo ließ sich Braun alsbald von Martin Goldstein, der beim Magazin erstmals 1969 als der leserbriefbeantwortende „Dr. Jochen Sommer“ und ab 1971 auch als „Dr. Alexander Korff“ engagiert war, überzeugen, auch eine Sexualaufklärungsserie abzudrucken. 1974 waren die ersten blanken Brüste auf einem Bravo-Titel zu sehen.
Nachdem Braun ursprünglich vorgehabt hatte, Mitte 1980 den Chefredakteursposten bei der im Burda-Verlag erscheinenden Zeitschrift Bunte zu übernehmen, wurde ihm beim Bauer-Verlag bereits zum 1. Oktober 1979 der Chefsessel der Quick überlassen. Er wurde hier Nachfolger von Fred Baumgärtel, der am 1. Januar 1980 Verlagsleiter für die Bauer Magazine Playboy, Quick und Bravo wurde. Bei Bravo wurde Rüdiger Wittner sein Nachfolger. Bei der Quick wurde er zum längstdienenden Chefredakteur in ihrer Erscheinungszeit beim Bauer-Verlag. Anfang 1987 wurde er durch den 44-jährigen Egon F. Freiheit abgelöst, der seinerzeit als „Nothelfer“ bezeichnet wurde. Quick hatte zuletzt eine Auflage von 815.000 Exemplaren.